# دير السيدة العذراء حافظة الزروع
دير السيدة العذراء حافظة الزروع شيد في 1858 بعهد البطريرك مار يوسف أودو والانبأ اليشاع الدهوكي الرئيس العام للرهبنة الانطونية الهرمزدية الكلدانية، حيث قررت رئاسة انذاك تشييد دير جديد وقد وضعوه تحت شفاعة السيدة العذراء حافظة الزروع. وتم التشييد لأسباب عديدة منها، ضيق دير الربان هرمزد وعدم اتساعه لإعداد الرهبان، وليسهل على الدير مهمة الاشراف على اعمالهم الزراعية، ورعاية مواشيهم حيث عد هذا الدير مقراً للرئاسة العامة للرهبانية بعد تأسيسه ببضعة أيام.

## انظر أيضًَا
- المسيحية في العراق
- أديرة ألقوش